# Barbara Cui Lian
Św. Barbara Cui Lian (chiń. 婦崔連巴芮) (ur. 1849 w Xiaotian, Hebei w Chinach – zm. 15 czerwca 1900 r. w Liushuitao, Hebei) – święta Kościoła katolickiego, męczennica.
Barbara Cui Lian była matką dwóch katolickich księży: Józefa Cui Shouxun, który został pierwszym biskupem Yongnian i Cui Puyuan. Przygotowywała ołtarz do mszy. Pomagała biednym, a nawet pewnemu żebrakowi dawała schronienie przez kilka miesięcy, nauczając go katechizmu i przygotowując do chrztu.
Podczas powstania bokserów w Chinach doszło do prześladowania chrześcijan. Jej męczeństwo miało miejsce w nocy 15 czerwca 1900 r. Powstańcy zabili ją, jej trzeciego syna Wesheng z żoną Marią Sung oraz siedmiu innych chrześcijan we wsi Liushuitao.
Dzień jej wspomnienia to 9 lipca (w grupie 120 męczenników chińskich).
Została beatyfikowana 17 kwietnia 1955 r. przez Piusa XII w grupie Leona Mangin i 55 Towarzyszy. Kanonizowana w grupie 120 męczenników chińskich 1 października 2000 r. przez Jana Pawła II.